# Вольное (Зеленоградский район)
Вольное — посёлок в Зеленоградском районе Калининградской области. До 2016 года входил в состав Ковровского сельского поселения. Прежние названия на немецком языке:	Neu Bledau bis 1855, Schulstein bis 1946.

## Население
| 2002 | 2010 |
| ---- | ---- |
| 18   | ↘9   |